# Tom Waring
Thomas Waring (12. října 1906 – 20. prosince 1980) přezdívaný Pongo byl anglický fotbalista.
Hrál za Tranmere Rovers FC, Aston Villa FC, Barnsley FC, Wolverhampton Wanderers FC, Accrington Stanley FC, Bath City FC, Ellesmere Port Town Football Club, Graysons, Birkenhead Docks, Harrowby FC, New Brighton AFC a Everton FC.
V letech 1931–1932 odehrál 5 zápasů za reprezentaci a vstřelil za ni 4 góly.